# Manuela Bojadžijev

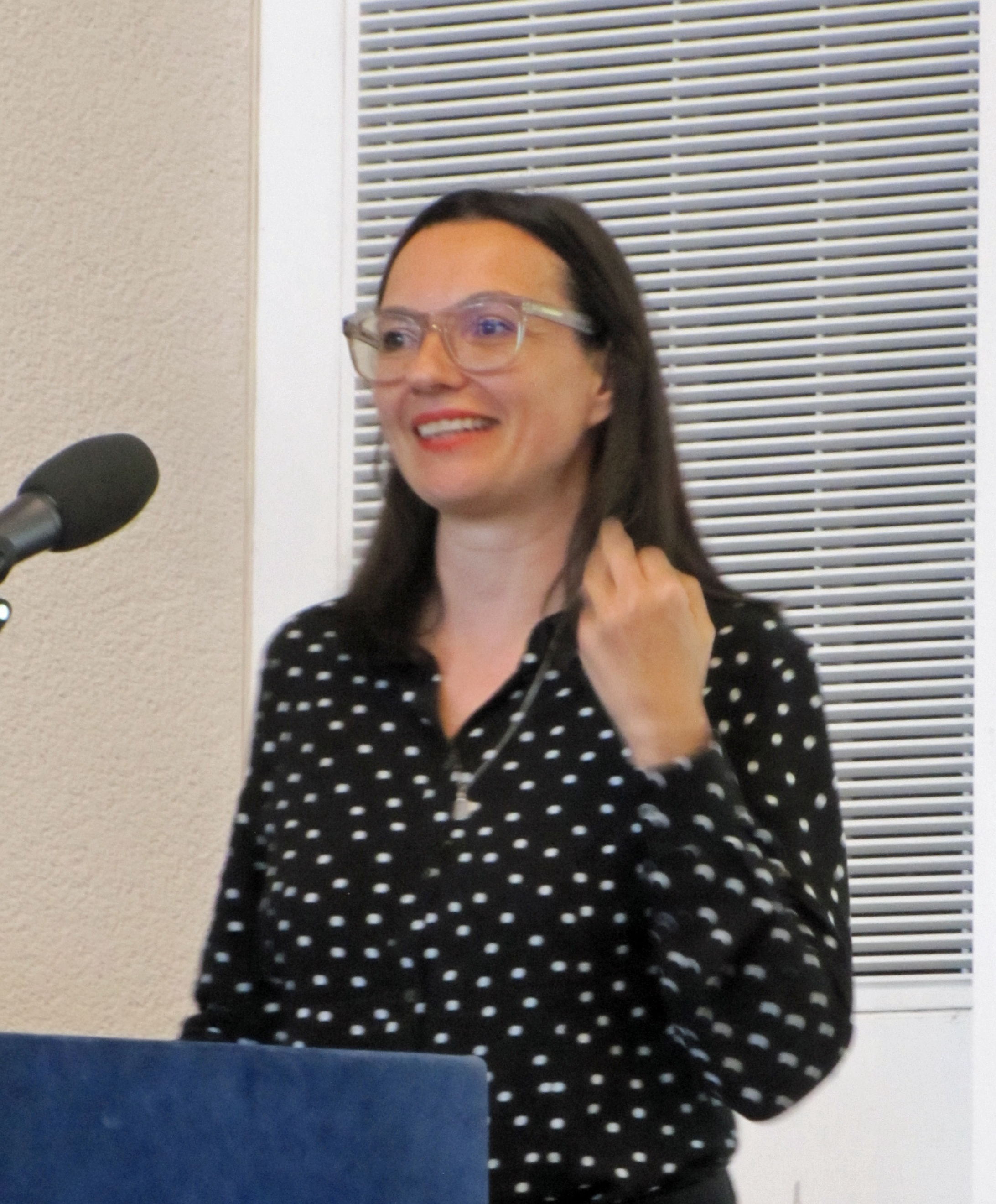
Manuela Bojadžijev

Manuela Bojadžijev (* 1971) ist Professorin für „Kultur und Lebensstile in der Einwanderungsgesellschaft“ am Institut für Europäische Ethnologie an der Humboldt-Universität zu Berlin. Die Schwerpunkte ihrer Arbeit bilden unter anderem Rassismus- und Migrationstheorie, die Erforschung globalisierter und digitaler Kulturen, Europäische Migrationsgeschichte sowie Postcolonial Studies. Sie ist Mitbegründerin von Kanak Attak in Deutschland.

## Leben und Wirken
Manuela Bojadžijev studierte Politikwissenschaft, Soziologie und Philosophie an der Johann Wolfgang Goethe-Universität Frankfurt am Main. Sie lehrte 2007 und 2008 am Department of Sociology in Goldsmiths, Universität London und war danach wissenschaftliche Mitarbeiterin an der Freien Universität Berlin. Sie promovierte 2006 zum Thema: „Die windige Internationale. Rassismus und Kämpfe der Migration“, in Politikwissenschaften an der Goethe-Universität in Frankfurt. Von 2015 bis 2020 war Bojadžijev Juniorprofessorin für Globalisierte Kulturen an der Fakultät für Kulturwissenschaften der Leuphana Universität Lüneburg. Seit 2018 ist sie Vizedirektorin des Berliner Instituts für empirische Integrations- und Migrationsforschung (BIM) der Humboldt-Universität zu Berlin. Seit 2020 ist sie Professorin für „Kultur und Lebensstile in der Einwanderungsgesellschaft“ am Institut für Europäische Ethnologie an der Humboldt-Universität.
Im Mai 2024 unterzeichnete sie das Statement von Lehrenden an Berliner Universitäten. Darin wandten sich 250 Hochschullehrerinnen und Hochschullehrer gegen die polizeiliche Räumung eines propalästinensischen Protestcamps auf dem Gelände der Freien Universität Berlin. Sie kritisierten darin die Verletzung der Schutzpflicht der eigenen Studierenden seitens des FU-Präsidenten Günter Ziegler, der die Räumung ohne vorheriges Gesprächsangebot veranlasst habe, unter Hinweis auf demokratische Grundrechte wie die „Versammlungs- und Meinungsfreiheit“. Die Unterzeichnenden betonten im Statement, dass dies unabhängig von den Inhalten der Forderungen seitens der Demonstrierenden oder der gewählten Protestform gelte und unabhängig davon, ob sie diese persönlich teilten oder nicht. Mitte Juni 2024 forderte Bojadžijev mit mehreren tausend weiteren Professoren und Dozenten den Rücktritt der Bildungs- und Forschungsministerin Bettina Stark-Watzinger aufgrund ihrer Erwägungen zur Sanktionierung von Hochschulangehörigen.

## Mitgliedschaften
- Teil der TRANSIT MIGRATION Forschungsgruppe 2002–2006.[3]
- Co-Abteilungsleitung „Integration, soziale Netzwerke und kulturelle Lebensstile“ am Berliner Instituts für empirische Integrations- und Migrationsforschung (BIM) der Humboldt-Universität, seit 2018.
- Leitung des DAAD-geförderten Projekts „Between Logistics and Migration: Duisburg and the New Silk Road“ (2017–2018).[4]
- Leitung des DFG-geförderten Forschungsprojekts „Digitalisierung der Arbeit. Konfigurationen realer und virtueller Migration“ (2018–2021).[5]
- Teil der interdisziplinären Forschungsgruppe „Transforming Solidarities. Praktiken und Infrastrukturen in der Migrationsgesellschaft“ (seit 2021).[6]
- Mitglied der Jury „Allgemeine Projektförderung“ der Kulturstiftung des Bundes.

## Publikationen (Auswahl)
- Manuela Bojadžijev und Alex Demirović (Hrsg.): Konjunkturen des Rassismus, Westfälisches Dampfboot Verlag, Münster 2002, ISBN 978-3-89691-516-0.
- Manuela Bojadžijev als Teil der TRANSIT MIGRATION Forschungsgruppe (Hrsg.): Turbulente Ränder. Neue Perspektiven auf Migration an den Grenzen Europas, Transcript Verlag, Bielefeld 2007, ISBN 978-3-8394-0781-3. (Zweite Auflage: 2009)
- Manuela Bojadžijev: Die windige Internationale, Westfälisches Dampfboot Verlag, Köln 2007, ISBN 978-3-89691-667-9. (Zweite Auflage: 2012)
- Moritz Altenried, Manuela Bojadžijev, Leif Jannis Höfler, Mira Wallis und Sandro Mezzadra (Hrsg.): Logistische Grenzlandschaften: Das Regime mobiler Arbeit nach dem „Sommer der Migration“, Unrast Verlag, Münster 2017, ISBN 978-3-89771-233-1.
- Manuela Bojadžijev, Katrin Klingan und Philippe Rekacewicz (Hrsg.): Race, Nation, Class: Rereading a Dialogue for our Times, Argument Verlag, Hamburg 2018, ISBN 978-3-86754-511-2.
- Jens Adam, Manuela Bojadzijev, Michi Knecht, Pawel Lewicki, Nurhak Polat, Regina Römhild und Rika Spiekermann (Hrsg.): Europa dezentrieren: Globale Verflechtungen neu denken, Campus Verlag, Frankfurt am Main 2019,  ISBN 978-3-593-50757-6.